# Европейское агентство безопасности полетов
Европейское агентство безопасности полетов (также Агентство безопасности полетов Европейского союза) является агентством Европейского союза (ЕС) по регулированию и исполнению задач в области безопасности гражданской авиации. EASA была создана 15 июля 2002 г., имеет штаб-квартиру в Кёльне. Функционирование организации в полном объёме началось в 2008 г., когда она полностью взяла на себя функции ликвидированных объединённых авиационных властей (JAA). Членами агентства стали страны участницы Европейской ассоциации свободной торговли (EFTA).
В зону ответственности EASA входит анализ и исследования в области безопасности, выдача разрешений иностранным авиакомпаниям, консультации при разработке европейского авиационного законодательства, внедрение и отслеживание правил безопасности (включая функции инспектирования в странах-участницах), выдача сертификатов типа на воздушные суда и компоненты, а также разрешительные функции в отношении организаций, занимающихся разработкой, производством и обслуживанием авиационных продуктов.
С 2013 года в рамках инициативы «Единое небо Европы» агентство уполномочено заниматься сертификацией функциональных блоков воздушного пространства, где вовлечено более трёх сторон.

## Отличия от JAA
Штаб-квартира JAA находилась в Амстердаме. Основным отличием EASA от JAA является тот факт, что EASA имеет юридические полномочия регулирующего органа по всему Европейскому Союзу, распространяя свои рекомендации через Еврокомиссию, Совет Европы и Европарламент, в то время как большинство постановлений JAA были гармонизированными кодексами без реальной юридической силы. Кроме того, некоторые страны-участницы JAA находились за пределами ЕС (например, Турция), а EASA является европейским агентством, и другие страны принимают её правила и процедуры в добровольном порядке.

## Полномочия
EASA имеет право на выдачу сертификатов типа и одобрений лётной годности по другим конструкторским аспектам летательных аппаратов, двигателей, воздушных винтов и компонентов. EASA сотрудничает с Национальными авиационными властями (NAA) стран-членов ЕС, однако в целях стандартизации авиации в ЕС и Турции взяла на себя многие их функции.
Кроме того, EASA консультирует Еврокомиссию по вопросам международных гармонизирующих соглашений с остальным миром от имени стран-членов ЕС и заключает рабочие технические соглашения непосредственно со своими аналогами по всему миру, такими как Федеральное управление гражданской авиации США (FAA).
EASA также устанавливает политику авиационных ремонтных станций (Организации Части 145 в Европе и США, известные в Канаде как организации Части 571) и выдаёт сертификаты ремонтным станциям за пределами ЕС, что позволяет иностранным ремонтным станциям выполнять ремонтные работы на самолётах ЕС.
EASA разработала правила воздушных перевозок, лицензирования пилотов и правила использования не-европейских воздушных судов в ЕС.

## Анализ и исследования в области безопасности
Основной задачей EASA является обеспечение высочайшего уровня безопасности в гражданской авиации путём сертификации авиационных продуктов, одобрение авиационных организаций, разработка и внедрение стандартизированных европейских правил.

## Ежегодный отчёт по безопасности полетов
В соответствии со статьёй 15(4) Правила EC 216/2008 Европейского Парламента и Совета от 20 февраля 2008 г. EASA ежегодно представляет отчёт по безопасности полетов, представляющий собой статистическое исследование авиационной безопасности в Европе и мире. Статистические данные сгруппированы по типу авиаперевозок (коммерческие, частные, грузовые, пассажирские и т.п.) и категориям воздушных судов (самолёты, вертолёты, планеры и т.п.). EASA имеет доступ к информации об авариях и статистической  информации, собранной Международной организацией гражданской авиации (ICAO). В соответствии с Приложением 13 ICAO о расследовании авиационных аварий и происшествий, страны-участницы обязаны предоставлять ICAO информацию об авариях и серьёзных происшествиях с воздушными судами с максимальным взлётным весом более 2250 кг. Помимо данных ICAO, страны-участницы EASA собирают и передают информацию о происшествиях с лёгкими воздушными судами.